# Gotha G4-61
 (mars 2023).
Si vous disposez d'ouvrages ou d'articles de référence ou si vous connaissez des sites web de qualité traitant du thème abordé ici, merci de compléter l'article en donnant les références utiles à sa vérifiabilité et en les liant à la section « Notes et références ».
Gotha G4-61, ou Gothawagen G4-61, est un type de matériel roulant ferroviaire de type tramway, construit par la société allemande Gothawagen de 1961 à 1966.
Il était destiné à équiper le tramway d'Erfurt et le tramway de Dresde. La ville d'Erfurt a reçu en 1959 le premier prototype, numéroté Tw 151, et Dresde l'année suivante le second prototype, numéroté Tw 2500.